# El Meniaa

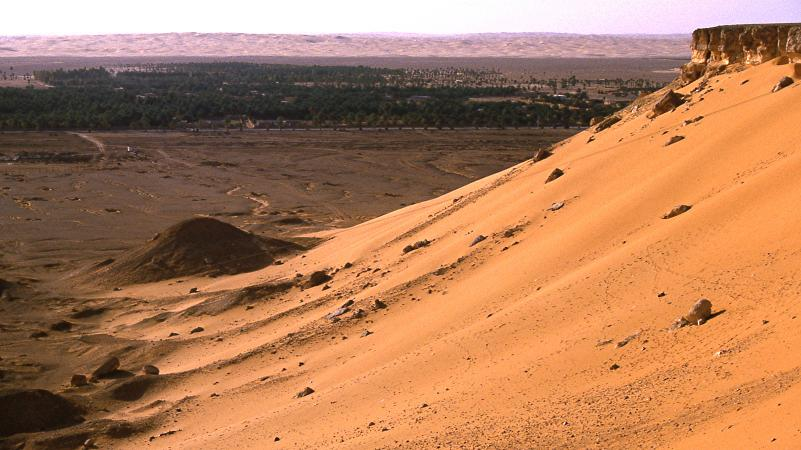
El Meniaa, die Stadt der 100.000 Palmen

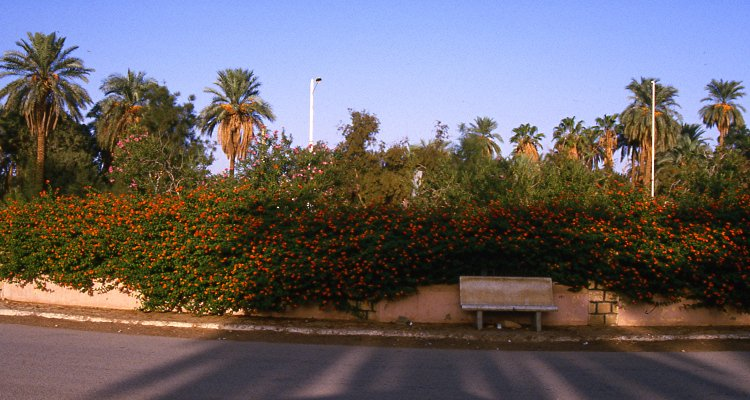
Am Rand des großen Palmenhains von El Meniaa

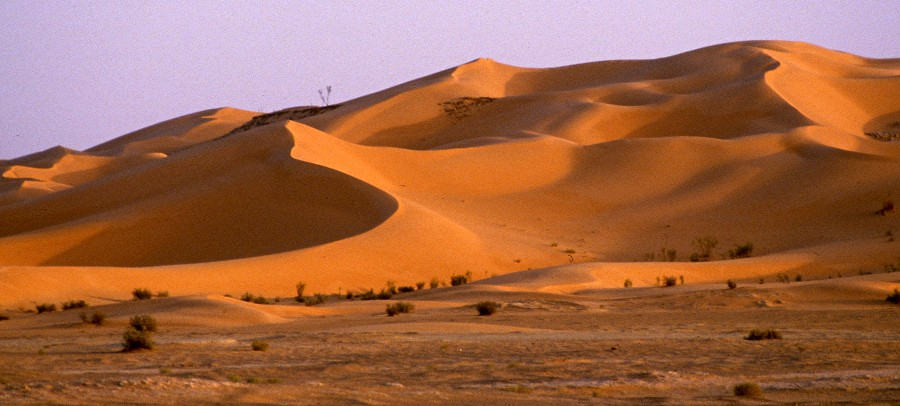
Westlich von El Meniaa erheben sich die „Sandgebirge“ des Westlichen Großen Erg

El Meniaa oder auch El Menia (arabisch المنيعة, DMG al-Manīʿa), früher El Goléa (arabisch القليعة, DMG al-Qulaiʿa), ist eine Oasenstadt in der Sahara in Algerien mit rund 50.000 Einwohnern an der Transsaharastraße Algier–Tamanrasset und in 377 m Höhe gelegen. Sie ist die Hauptstadt der Provinz El Meniaa mit einer im Jahr 2024 geschätzten Zahl von ca. 70.000 Menschen.

## Lage und Klima
Die Stadt El Meniaa mit ihrem botanischen Garten und eigenem Flughafen liegt ca. 275 km (Fahrtstrecke) südlich von Ghardaia und wird „Stadt der einhunderttausend Palmen“ genannt. El Meniaa lag an der Karawanenstraße von Agadez (heute Niger) und Mali über In Salah (400 km südlich) und weiter zur bedeutenden Handelsstadt der Mozabiten, Ghardaia, 275 km nördlich. Von Norden kommend, erreicht die Transsaharastraße unvermittelt den Abbruch der Steilstufe. Der Blick wird frei auf die unten liegende Stadt mit den riesigen Palmenhainen und den hohen Sanddünen am Ostrand des Westlichen Großen Erg am Horizont. Von Weitem schon ist die alte Festung El Menéa zu sehen, gelegen auf einem Zeugenberg mit Blick auf den riesigen Palmenhain und die Oase. Hinter dem südlichen Ortsausgang erstreckt sich neben der N 1 der fast 10 km lange, stark versalzene See Hassi El Gara; hier sind oft Flamingos. Das Klima von El Meniaa ist wüstenartig trocken und heiß; Regen (ca. 80 mm/Jahr) fällt hauptsächlich im Winterhalbjahr.

## Bevölkerung
| Jahr      | 1998   | 2008   |
| Einwohner | 28.848 | 40.195 |

Die Einwohner der Gemeinde sind nahezu ausnahmslos Berber; viele sind in der zweiten Hälfte des 20. Jahrhunderts sesshaft geworden oder aus den umliegenden Gemeinden zugewandert.

## Wirtschaft
Wegen seiner sehr guten Qualität wird das Grundwasser von verschiedenen Firmen wie Manbaa oder Salsabil in Flaschen abgefüllt. Aufgrund seines Vorkommens hatte die Oase schon im Mittelalter große Gärten, die von Sklaven bewirtschaftet wurden.
Während der französischen Kolonialzeit exportierte man ab 1930 von hier aus Rosen nach Paris; im Jahr 1935 wurde sogar das Weiße Haus (Regierungszeit von Franklin D. Roosevelt) mit Rosen aus El Meniaa geschmückt.

## Geschichte
In und um die Oase dominieren bis heute die Chaamba Um Madhi, eine von vier Fraktionen dieser ab dem 11. Jahrhundert von der Arabischen Halbinsel eingewanderten Volksgruppe. Sie besiegten die hier ansässigen Zenata-Berber. Diese bauten im 9. oder 10. Jahrhundert die Zitadelle, auch Kasbah El Menéa genannt. Der Legende nach herrschte hier eine Königin; sie ließ einen 84 m tiefen Brunnen in den Berg schlagen, um Belagerungen zu widerstehen.
Im Jahr 1859 gelang es dem französischen Forschungsreisenden Henri Duveyrier als erstem Europäer, die Oase lebend zu verlassen und von ihr zu berichten. Die französische Kolonialmacht bemächtigte sich im Jahr 1873 des Ortes. Die „Unneinnehmbare“, wie die Burg genannt wurde – umgeben vom befestigen Dorf, dem alten Ksar –  wurde nach der französischen Eroberung dann von den Chaamba „El Goléa“ genannt, „Die Geraubte.“ Bis zum Beginn der algerischen Unabhängigkeit hieß die Oase El Goléa und wurde dann in El Meniaa umbenannt, nach der zerfallenden Festung El Menéa – „die Uneinnehmbare.“
Die sterblichen Überreste des 2022 heiliggesprochenen Priesters und Eremiten Charles de Foucauld, der seine letzten Lebensjahre der Erforschung der Sprache der Tuareg gewidmet hatte, wurde nach seiner Ermordung 1916 in Tamanrasset am 18. April 1929 nach El Meniaa überführt und auf dem Friedhof nahe der dortigen Église Saint-Joseph im Ortsteil Bel Bachir beigesetzt. Sie wurde 1938 eingeweiht und ist damit die älteste Kirche in der Sahara. Im Jahr 2022 wurde die Kirche renoviert; innen sind große Bildtafeln mit Informationen über das Leben des Mystikers. Sein Herz verblieb im Grab bei Tamanrasset. Foucauld verfügte schon Ende 1913, dass er ohne Sarg und Monument begraben werden wollte, nur mit einem schlichten Holzkreuz.
Dass der in freiwilliger Armut lebende Foucauld in einem aufwändigen Sarkophag liegt und nach El Meniaa überführt wurde, hatte auch politische Gründe: 1930 feierte Frankreich das hundertjährige Jubiläum der 1830 in Algier begonnenen Kolonisation. El Meniaa liegt viel näher an Algier und ist leichter für Pilger zu erreichen als Tamanrasset, zumal damals schon die Heiligsprechung erwartet wurde.
Im April 2006 wurden in El Meniaa 14 algerische Zollbeamte von der Terrororganisation GSPC getötet.

## Sehenswürdigkeiten
- Diverse, oft weißgetünchte Kuppelbauten sind islamischen Heiligen gewidmet.
- Neben Dattelpalmen werden Obst, Gemüse und Getreide angebaut, das zweimal jährlich geerntet werden kann.
- Artesische Brunnen sichern die Wasserversorgung der Menschen und Gärten; fossiles Grundwasser existiert nur sporadisch in einem bis drei  Metern Tiefe.